# Elitserien i handboll för herrar 2006/2007
Elitserien i handboll för herrar 2006/2007 var den 73:e säsongen av Sveriges högsta division i handboll för herrar. Den spelades mellan den 20 september 2006 och den 14 mars 2007.

## Tabell
Not: Lag 1-8 till SM-slutspel, lag 11-12 till kvalspel till Elitserien, lag 13-14 till Allsvenskan.
| Nr | Lag                | S  | V  | O | F  | GM  | IM  | MS   | P  |
| -- | ------------------ | -- | -- | - | -- | --- | --- | ---- | -- |
| 1  | Hammarby IF (RM)   | 26 | 19 | 2 | 5  | 880 | 764 | +116 | 40 |
| 2  | IK Sävehof         | 26 | 18 | 1 | 7  | 794 | 726 | +68  | 37 |
| 3  | Lugi HF            | 26 | 15 | 4 | 7  | 746 | 666 | +80  | 34 |
| 4  | Redbergslids IK    | 26 | 14 | 3 | 9  | 755 | 708 | +47  | 31 |
| 5  | Ystads IF (U)      | 26 | 14 | 2 | 10 | 758 | 702 | +56  | 30 |
| 6  | IFK Skövde         | 26 | 13 | 4 | 9  | 798 | 766 | +32  | 30 |
| 7  | LIF Lindesberg     | 26 | 11 | 5 | 10 | 799 | 829 | −30  | 27 |
| 8  | IFK Trelleborg (U) | 26 | 11 | 4 | 11 | 750 | 775 | −25  | 26 |
| 9  | H43                | 26 | 10 | 4 | 12 | 675 | 714 | −39  | 24 |
| 10 | Alingsås HK        | 26 | 10 | 3 | 13 | 733 | 779 | −46  | 23 |
| 11 | IF Guif            | 26 | 9  | 4 | 13 | 758 | 781 | −23  | 22 |
| 12 | HK Drott           | 26 | 7  | 3 | 16 | 691 | 744 | −53  | 17 |
| 13 | IFK Ystad          | 26 | 6  | 4 | 16 | 699 | 736 | −37  | 16 |
| 14 | IK Heim            | 26 | 3  | 1 | 22 | 692 | 838 | −146 | 7  |

## SM-slutspelet 2007

### Kvartsfinaler
Hammarby-Lindesberg
- 18 mars 2007 Hammarby-Lindesberg 38-30
- 25 mars 2007 Lindesberg-Hammarby 27-31
- 28 mars 2007 Hammarby-Lindesberg 37-30

Lugi-IFK Skövde
- 18 mars 2007 Lugi-IFK Skövde 27-26
- 24 mars 2007 IFK Skövde-Lugi 24-19
- 28 mars 2007 Lugi-IFK Skövde 28-24
- 2 april 2007 IFK Skövde-Lugi 32-27
- 10 april 2007 Lugi-IFK Skövde 21-31

Redbergslid-Ystads IF
- 19 mars 2007 Redbergslid-Ystads IF 31-28
- 24 mars 2007 Ystads IF-Redbergslid 22-21
- 28 mars 2007 Redbergslid-Ystads IF 37-28
- 31 mars 2007 Ystads IF-Redbergslid 21-17
- 10 april 2007 Redbergslid-Ystads IF 26-23

Sävehof-IFK Trelleborg
- 21 mars 2007 Sävehof-IFK Trelleborg 30-20
- 24 mars 2007 IFK Trelleborg-Sävehof 30-31
- 29 mars 2007 Sävehof-IFK Trelleborg 30-28

### Semifinaler
Sävehof-IFK Skövde
- 13 april 2007 Sävehof-IFK Skövde 31-33
- 18 april 2007 IFK Skövde-Sävehof 23-26
- 22 april 2007 Sävehof-IFK Skövde 32-33
- 25 april 2007 IFK Skövde-Sävehof 33-32

Hammarby-Redbergslid
- 15 april 2007 Hammarby-Redbergslid 35-28
- 18 april 2007 Redbergslid-Hammarby 28-31
- 23 april 2007 Hammarby-Redbergslid 37-25

### Final
- 5 maj 2007 Hammarby IF-IFK Skövde 34-22

## Svenska mästare 2006/2007
Hammarby IF blir 2007 svenska mästare för andra gången, efter finalseger mot IFK Skövde.
- Tränare: Staffan Olsson

Målvakter
- 1. Michael Jansson (Åström)
- 12. Jan Ekman

Utespelare
- 2. Lukas Karlsson, M9
- 3. Tobias Karlsson, V9
- 4. Patrik Johanson, H9
- 5. Johan Henricsson, V6
- 6. Michael Apelgren, M9
- 7. Nicklas Grundsten, M6
- 8. Daniel Båverud, V9
- 9. Texas Olsson, H6
- 10. Fredrik Larsson, M9
- 11. Petter Holmberg, H6
- 11. Stefan Petrovic, H6
- 13. Joel Rasmuson, H9
- 13. Kalle Ström, 9M
- 14. Johan Brun, 9M
- 15. Lars Arvidsson, M9
- 17. Espen Nygård, V6
- 18. Olle Johannesson, H6
- 21. Erik Höglund, H6
- Martin Dolk, V6
- Alexander Eriksson

## Statistik

### Skytteliga
Innehåller de tio spelare som gjort flest mål i Elitserien 2006/2007.
|    | Spelare             | Lag             | Antal mål |
| -- | ------------------- | --------------- | --------- |
| 1  | Rasmus Wremer       | IFK Skövde      | 205       |
| 2  | Michael Apelgren    | Hammarby IF     | 184       |
| 2  | Aleksandar Svitlica | IF Guif         | 184       |
| 2  | Zoran Roganović     | H 43 Lund       | 184       |
| 5  | Patrik Fahlgren     | IK Sävehof      | 179       |
| 6  | Denis Bahtijarević  | IFK Trelleborg  | 177       |
| 7  | Erik Fritzon        | IK Sävehof      | 164       |
| 8  | Tommy Pettersson    | Redbergslids IK | 154       |
| 9  | Magnus Lindén       | Ystads IF       | 148       |
| 10 | Payam Hatami        | LIF Lindesberg  | 141       |